# 石风车子
石风车子（学名：Combretum wallichii）为使君子科风车子属的植物。分布在尼泊尔、缅甸、孟加拉、锡金以及中国大陆的广西、云南、四川、贵州等地，生长于海拔480米至2,300米的地区，多生长在灌丛中、沟边的杂木林、路旁、山坡及石灰岩地区灌丛中。

## 别名
紫风车子，凌云风车子，瓦氏风车子（植物分类学报），牛板金（四川）

## 变种
- 毛脉石风车子（学名：Combretum wallichii var. pubinerve）是使君子科风车子属石风车子的变种。分布于中国大陆的云南等地，生长于海拔960米的地区，常生于低山沟谷及树上。